# Mount Roskill
 (février 2023).
Le contenu est difficilement compréhensible vu les erreurs de traduction, qui sont peut-être dues à l'utilisation d'un logiciel de traduction automatique.
Mount Roskill est à la fois un pic volcanique et une zone suburbaine d'Auckland, dans l’île du Nord de la Nouvelle-Zélande.

## Montagne
La montagne est le résultat d’une activité volcanique datant de 20 000 ans.
Son pic sommital est localisé actuellement dans Winstone Park en direction de l’extrémité sud de la banlieue et il est haut de 110 mètres.
C’est l’un des nombreux cônes volcaniques éteints, qui forment l’isthme d'Auckland, l’ensemble formant le champ volcanique d'Auckland. 
Les cônes de scories furent constitués par des fontaine de lave provenant de la base de 2 cratères situés vers le nord et le nord-ouest. 
C’est aussi le site d’un pā, qui fut connu sous le nom de Puketāpapa (« la montagne au sommet plat» en langage maori) et comme Pukewīwī. 
Le principal cratère au sud fut excavé [Par qui ?] vers les années 1960 et rempli d’eau afin de servir de réservoir. 
Le réservoir n’est plus en service et est seulement maintenu pour la fourniture d’eau en urgence.
Depuis 2009, l’extension de la route State Highway 20/S H 20 (en) passait tout près du cône. 
Les effets de la nouvelle autoroute sur le cône de scories a été le sujet de discussions significatives et des mesures d’atténuation de ces effets importants ont été proposées pour réduire l’impact de l’autoroute avec  la continuation du développement de la piste cyclable de Waikaraka (en), qui court parallèlement à cette autoroute.
Le financement de cette partie de la section manquante de la voie cyclable fut brièvement mis en doute en 2009, quand le coût de deux millions de $ fut critiqué après que le Conseil eut mis de côté la somme de 1,6 million de $. 
Les défenseurs du cyclisme et donc du Cycle Action Auckland (en), dont le président du « board de la Communauté du Mont Roskill », Richard Barter et le conseiller, John Lister, avaient toutefois noté la présence de différents éléments sans relation avec la piste cyclable, qui en augmentait le coût, comme un bloc de toilettes, un mur en pierre bleu ou basalte (en), un aménagement paysagé extensif et des œuvres d’art, la plupart étant en rapport avec le parc Winstone, ou les effets secondaires de l’autoroute. 
La section de la piste cyclable elle-même, fut estimée à seulement 300 000 $.
La section du chemin fut terminée après six mois de travaux de construction et les installations du parc furent ouvertes au public le 25 juillet 2010.

## La banlieue
La banlieue, dénommée d’après le nom du Mont, est localisée à sept kilomètres vers le sud du centre de la cité et est entourée par les banlieues voisines de Three Kings, Sandringham, Wesley, Hillsborough et Mount Albert. 
Les magasins de Mount Roskill sont localisés à l’intersection de Mount Albert et Dominion Roads.
En 1920, une nouvelle subdivision en dehors de Dominion Road fut établie. 
Elle fut nommée The Victory Estate d’après une personne notable de la première guerre mondiale.
C’était une des plus importantes banlieues d’Auckland, qui fut d’abord largement une terre agricole jusqu’à près la Seconde Guerre mondiale.
Elle devint un borough séparé à partir de 1947 et jusqu’à la réorganisation du gouvernement local en 1989 et qu’elle fut fusionnée avec la City d’Auckland.
Dans le passé, on fit référence à Mount Roskill comme le Bible Belt d’Auckland car elle contient le plus grand nombre d’églises par tête d’habitants de la Nouvelle-Zélande.
L’électorat était un des derniers du pays à être wet en 1999, ayant été une zone sèche[pas clair] où la vente d’alcool était prohibée.
Mount Roskill est une communauté ethniquement diverse avec au moins 54 nationalités différentes représentées ici, ce qui en fait une des banlieues les plus diversifiés de la Nouvelle-Zélande.
Un mélange d’indiens, d’habitants natifs des îles du Pacifiques, d’européens, et des personnes de groupes variés de l’est et du sud de Asie, fait de classes moyennes.
L’école secondaire locale est l’école de Mount Roskill Grammar (en)

## Bibliothèque
La bibliothèque de Mt Roskill fut ouverte au public en août 1977. 
Elle fut restaurée et le plancher étendu en novembre 2011. 
La bibliothèque Mt Roskill a des collections en langue anglaise, maorie, chinoise, tamoule, arabe et somalienne.

## Sport et loisirs
Les clubs de sports Mount Roskill Rugby Football Club, Bay Roskill Vikings et Eden Roskill District Cricket Club sont situés dans la banlieue.

## Personnalités notables

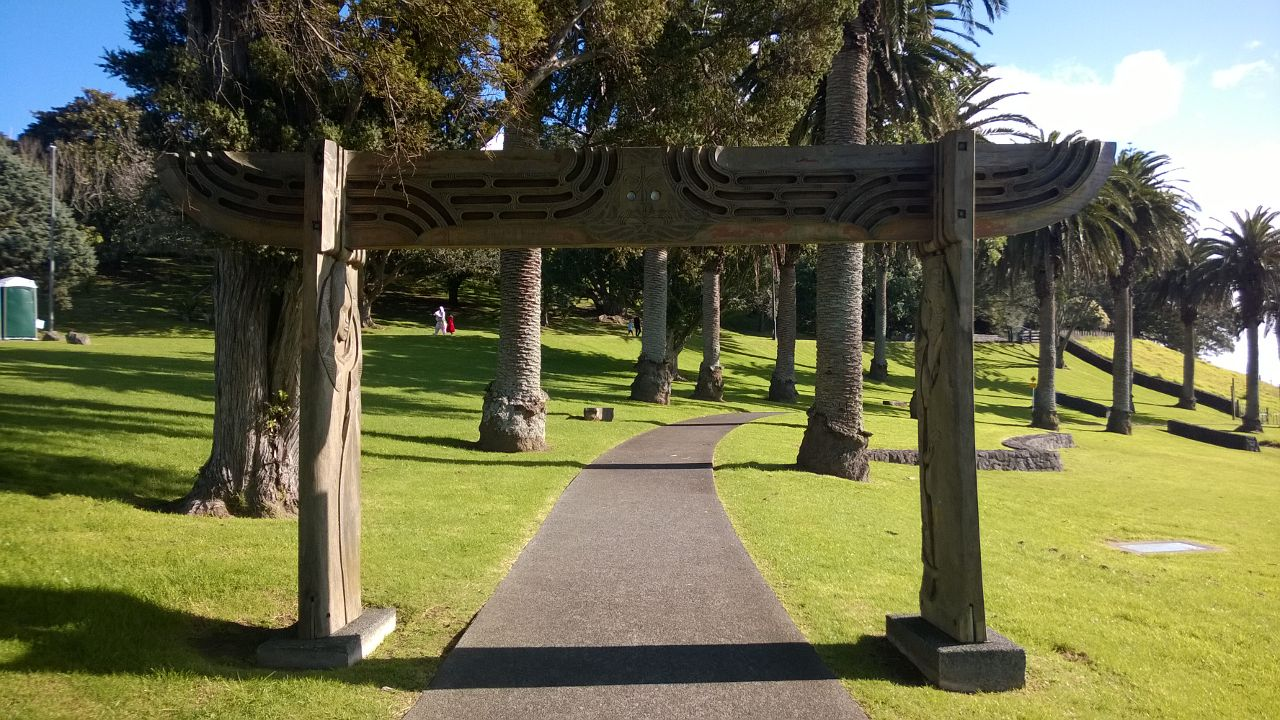
Une porte sculptée de culture maorie au niveau de Winstone Park sur la route de Mount Roskill.

Mount Roskill a accueilli de nombreux Néo-Zélandais célèbres qui ont fréquenté les écoles locales. Parmi ceux-ci :
- John Hart, entraîneur de rugby ;
- Graeme Hart (en), milliardaire ;
- Doug Howlett, international de rugby ;
- Russell Crowe, acteur et propriétaire des South Sydney Rabbitohs ;
- Bill Subritzky (en), évangéliste ;
- Alan Bollard (en), gouverneur de la Banque centrale ;
- Brett Steven, ancien joueur de tennis ;
- Phil Goff, député travailliste ;
- Gary Freeman,  international de la ligue de rugby de Nouvelle-Zélande, ancien entraîneur des Kiwi et commentateur ;
- Matthew Ridge (en), joueur de rugby (Warriors, Manly, Kiwi) et rugby union (All Blacks) deux fois international ;
- Sonny Bill Williams, joueur de la ligue de rugby (Bulldogs, Roosters, Kiwi) et de l'union de rugby (Crusaders, Chiefs, All Blacks), international dans les deux compétitions ;
- Roy Asotasi, international de rugby à XIII des Canterbury-Bankstown Bulldogs, South Sydney Rabbitohs, ancien capitaine du dernier two ;
- Dane O'Hara (en), ancien international de rugby ;
- Bill Burgoyne (en), ancien international de rugby et représentant de l'équipe des Māori de Nouvelle-Zélande de rugby à XIII ;
- Henry Perenara (en), ancien international de rugby des New Zealand Warriors, Melbourne Storm, St George-Illawarra Dragons, Parramatta Eels et Cronulla-Sutherland Sharks, représentant des Māoris de Nouvelle-Zélande, et actuel arbitre de la NRL ;
- Marcus Perenara (en), ancien joueur de rugby des Parramatta Eels ;
- Steve Matai (en), international de rugby des Manly-Warringah Sea Eagles et de la ligue de rugby néo-zélandaise ;
- Monty Betham (en), capitaine des New Zealand Warriors, international de rugby et boxeur professionnel ;
- Matt Utai (en), international de rugby des Canterbury-Bankstown Bulldogs et Wests Tigers ;
- Evarn Tuimavave (en), international des New Zealand Warriors et de la ligue de rugby Kiwi ;
- Manu Ma'u, joueur de rugby des Parramatta Eels ;
- James Gavet (en), joueur de rugby des Wests Tigers ;
- Ben Henry (en), joueur de rugby des New Zealand Warriors ;
- Bill Tupou, joueur de rugby des Canberra Raiders ;
- Sosaia Feki, joueur de rugby des Cronulla-Sutherland Sharks ;
- Sione Lousi (en), joueur de rugby des New Zealand Warriors ;
- Sam Lousi, joueur de rugby des New Zealand Warriors ;
- Paterika Vaivai, joueur de rugby des Newcastle Knights ;
- La famille Hay (résidence familiale de Keith Hay (en)) ;
- Azhar Abbas (en), joueur professionnel de cricket ;
- Nalini Singh, auteur de best-sellers du New York Times.

## Autres lectures
- Nicola Legat, « In God We Trust? The Mount Roskillisation of Auckland », Metro, no 152,‎ février 1994, p. 58-67.
- David Craig, Thin Topsoil: Queer Blokes, Moral Modernity and Real Estate Politics in New Zealand's Biggest Borough, journal : Dunmore Press (en), 2004 (ISBN 0-86469-452-0)
- Jade Reidy, Just Passing Through: The Making of Mt Roskill, conseil de la cité d’Auckland (en), 2007 (ISBN 978-1-877362-18-7)
- Ernest J. Searle, City of Volcanoes: A geology of Auckland, Longman Paul (en), 1981 (ISBN 0-582-71784-1).
- (en) Hayward, B.W., Murdoch, G. et Maitland, G., Volcanoes of Auckland: The Essential Guide, Auckland University Press, 2011